# Олянине
Оля́нине — село в Україні, у Черкаському районі Черкаської області, підпорядковане Кам'янській міській громаді. Розташоване на південний захід від центру громади — міста Кам'янка. Населення 161 чоловік (на 2001 рік).

## Історія
Станом на 1885 рік у колишньому власницькому селі Телепинської волості Чигиринського повіту Київської губернії мешкало 390 осіб, налічувалось 59 дворових господарств, існувала православна церква, школа та постоялий будинок.
За переписом 1897 року кількість мешканців зросла до 534 осіб (260 чоловічої статі та 274 — жіночої), з яких всі — православної віри.
У 1884-1885 роках у Олянинській церкві служив  новосвячений священик  Костянтин Мелешко (1860-1894), випускник Київської духовної семінарії

## Відомі люди
В селі народився Дриженко Іван Олексійович (* 6 січня 1916 — † 28 березня 1973) — Герой Радянського Союзу;
В селі народився Дриженко Анатолій Миколайович, народний артист України.